# Umuahia

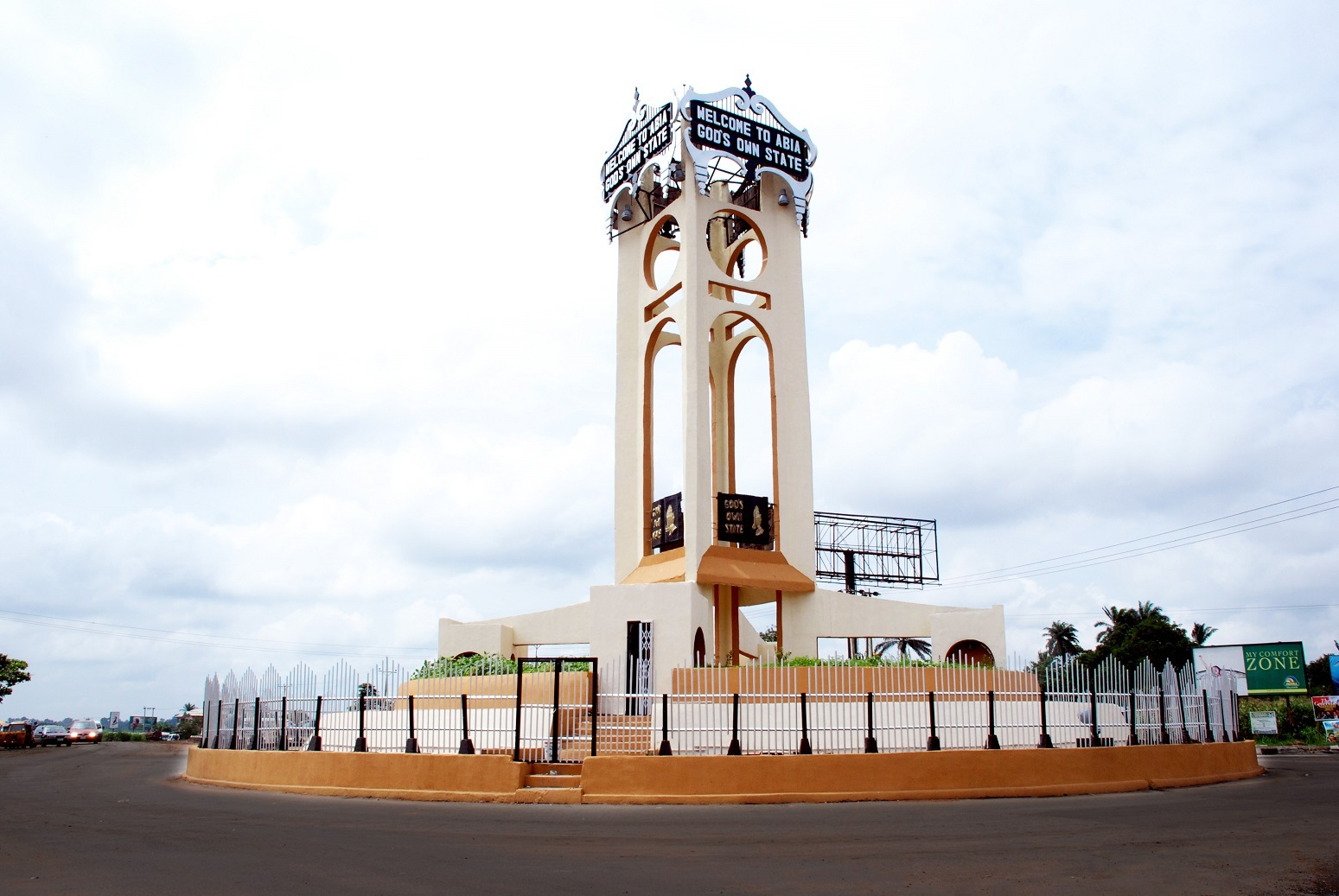
Abia State Tower, landmärke i Umuahia.

Umuahia är en stad i Nigerdeltat i södra Nigeria. Staden är administrativ huvudort för delstaten Abia och har cirka 330 000 invånare (2016). Umuahia ligger sedan 1916 längs järnvägslinjen mellan Port Harcourt och Enugu.
Bland näringar i området märks odling av jams, kassava, majs, taro, citrusfrukter samt palmolja och -kärnor. Staden har en fabrik för att utvinna palmolja och flera bryggerier.
Umuahia var från 28 september 1967 till 22 april 1969 huvudstad för Biafra, en kortlivad utbrytarstat som existerade under några år i slutet av 1960-talet.